# Korona Szálló (Makó)
A Korona Szálló Makó belvárosában, a Széchenyi téren található. A város legszebb eklektikus épülete. Makó forgalmas vásártartó helyén országos jelentőségű utak találkoztak, a vendégek kiszolgálására már a 18. század végén Nagykocsma épült. A Korona maga négy különböző szakaszban épült, 1855 és 1967 között, architektúrája ennek ellenére egységes. Találkozási helyként, vitaestek és rendezvények helyszíneként fontos kulturális szereppel bírt régen és ma egyaránt. Legutolsó felújítása 2005-ben történt.

## Története

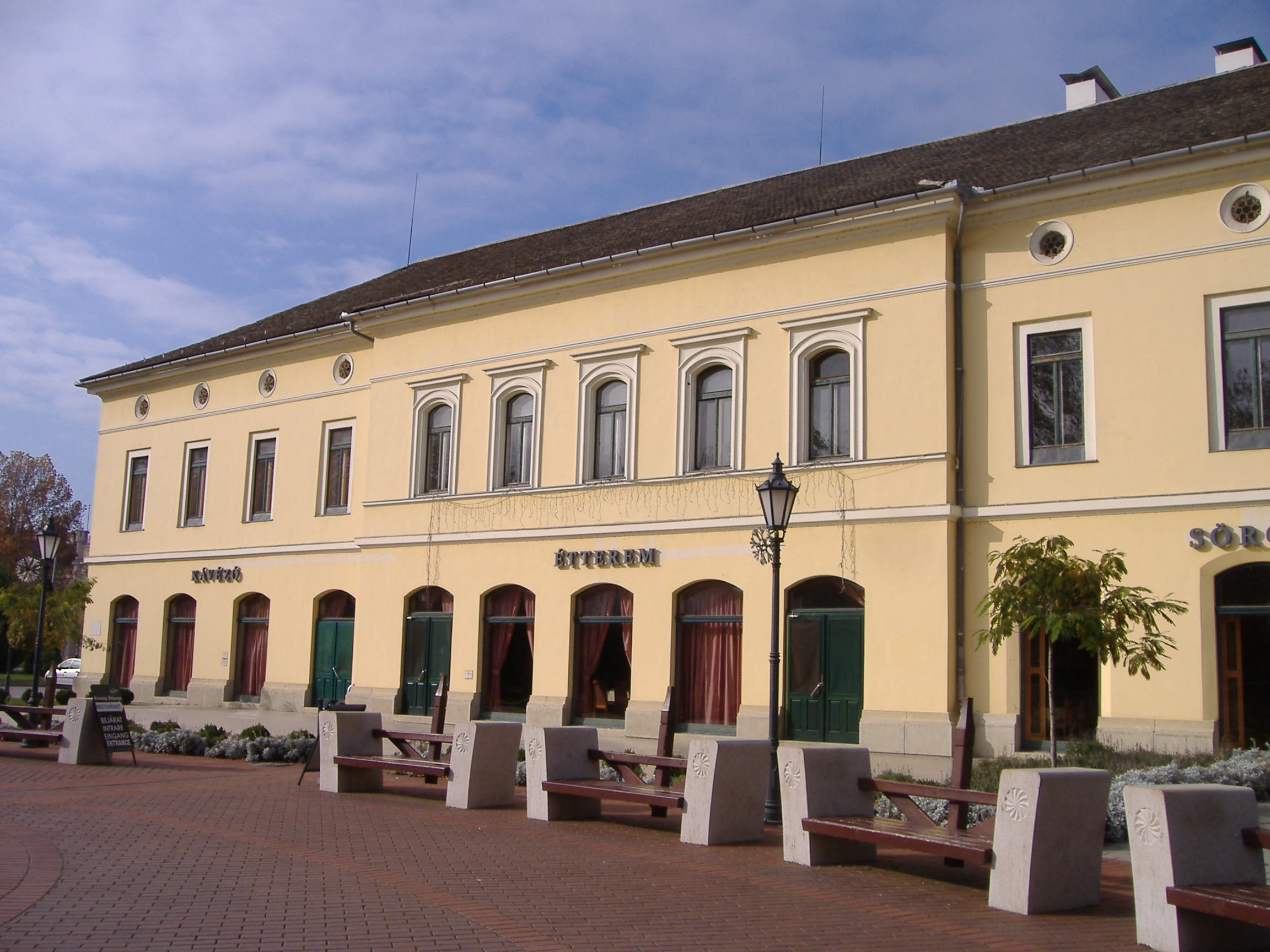
Az épület a szökőkút felől nézve

Az Aradot, Szegedet és Hódmezővásárhelyet összekötő utak találkozási pontja a város újkori története során az egyik legforgalmasabb hely volt. Ezen a helyen volt található a város fóruma, de hetente háromszor vásárt is tartottak itt.
Már a jobbágyi korban az úgynevezett Nagykorcsma állt a helyén, fogadóként funkcionálva. Vertics József 1776-os kataszteri fölvételében város korcsmája névvel tüntették fel. 1832-ben Giba Antal földmérő kapott megbízást egy toldaléképület tervezésére. 1846-ban az épület megérett a bontásra: falai nedvesek voltak, közel járt az összeomláshoz, és a patkányok is tanyát vertek benne.
Az önkényuralom éveiben le is bontották a régi püspöki vendégfogadót. Mátéffy Pál makói mérnök a lebontás után javasolta, hogy a város a megüresedett területet cseretelek felajánlásával szerezze meg, és nagyobbítsa meg a piacteret. Miután eldőlt, hogy új fogadó építésére fog sor kerülni, indítványozta a mai Deák Ferenc utca kiegyenesítését. Ehhez az épületet ötlábnyival beljebb kellett volna építeni. Mátéffy elképzelései végül nem valósultak meg.
1854 augusztusában az uradalom pénzszűkébe került, de Csajághy Márton uradalmi igazgató – felismerve az építkezés leállásból származható tetemes károkat – a helyi római katolikus egyházhoz fordult kölcsönért. A terveket Koczka Ferdinánd szolnoki építőmester készítette. A megbízó kívánsága volt, hogy a front a Deák Ferenc utca felől helyezkedjen el. Szintén Koczka vállalta a vendégfogadó, a mellette lévő raktár és bolt kivitelezését, a utcai falkerítés, a kocsiszín és az istálló kijavítását is.
Az 1855-ben elkészült, délkeletre néző, 45 x 16,8 méter nagyságú épület középrizalit díszítést kapott. A tervező eredetileg attika falat is akart emelni, de az uradalom ennek elhagyására kötelezte. Az épület külső megjelenésében a rizalit szélességében a folyamatos könyöklőpárkány, valamint a szakaszos szemöldökpárkány volt csak hangsúlyos. Két szárnyára, a koronázópárkány alá kerek padlásablakok kerültek, hasonlóan a másik Koczka Ferdinánd által tervezett épülethez, a régi városházához. A rizalit ablakkeretei díszesek, a szárnyakon az ablakok mélyített keretet kaptak. Az épület tetőszerkezete az északi oldalon tűzfalas, a délin lekontyolt. Hódfarkú cseréppel fedték be. Az udvari homlokzat erőteljesen kiugró középrizalitot kapott. Az új, szimmetrikus alaprajzú épületben sörcsarnokot, kávéházat, kártyaszobát és 14 vendégszobát alakítottak ki.

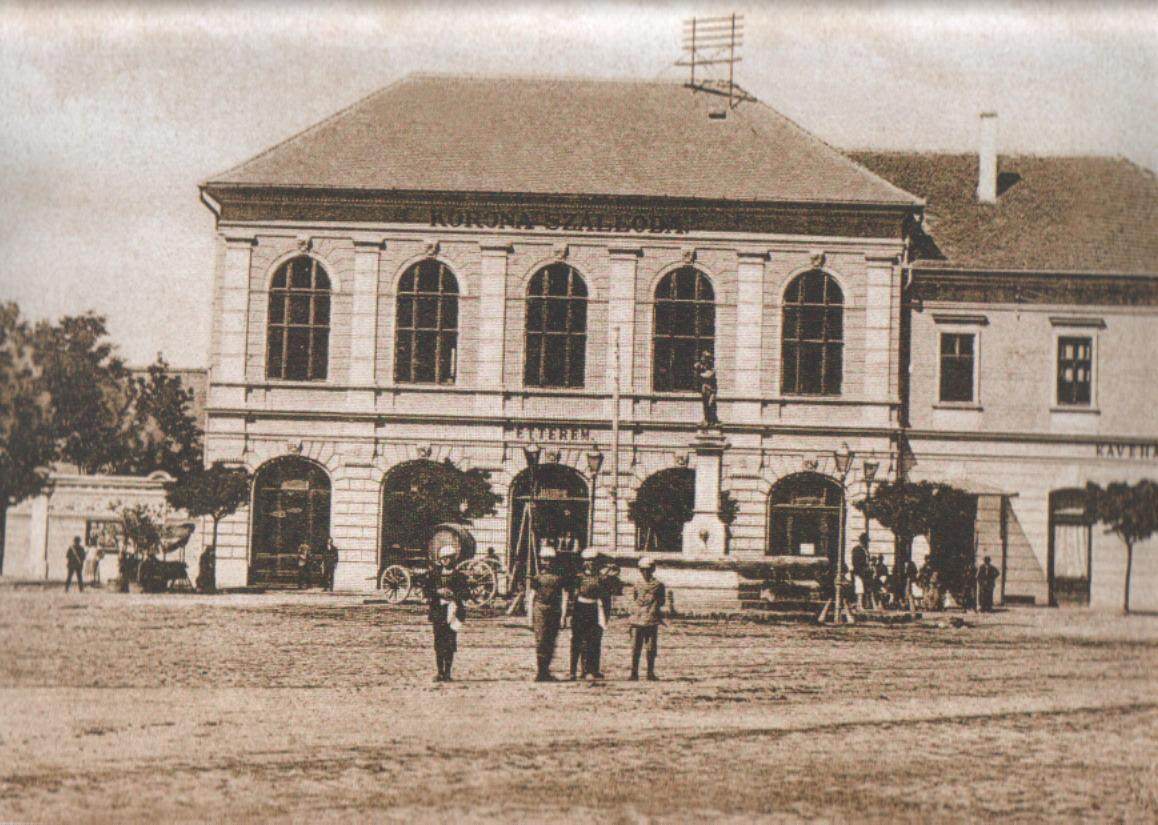
A Korona Szálló az 1929-es bővítés előtt

1856-ban lebontották az 1832-es tervezésű mészárszéket, mert nem illett az új főépülethez. Utóbbi állaga nem sokkal később leromlott, a városi tanács két hónapos határidővel általános felújítást rendelt el határozatában, de ez ellen Dessewffy Sándor csanádi püspök föllebbezést nyújtott be; tiltakozásának alapja az volt, hogy csökkent a szállóvendégek száma a vasút kiépítése után. 1900-ban a püspökség végül elvégezte a legszükségesebb renoválási munkálatokat.
1903-ban Dessewffy hozzákezdett az épület teljes átépítéséhez. Ekkor építették fel a főépületet Csorba József tervei alapján, 1905-re megépült a főtérre nyíló étterem, fölötte az emeleti táncteremmel. Az így létrejött – akkor még ötablakos – új eklektikus épület harmonizál a régi épülettel, azonos volt az emelet tengelyelrendezése; a kor elvárásai miatt ugyanakkor reprezentatívabbnak, látványosabbnak épült. Az övpárkány magassága nem változott, de a földszintre nagyméretű kosáríves nyílászárók kerültek, az emeletre félköríves ablakok. Az emeleti homlokzat tagolóeleme hat oszlopfejes falsáv, pilaszter, itt a rusztikus jelleg kevésbé hangsúlyos.
A püspök betegsége, majd 1907-ben bekövetkezett halála miatt az épülettömb gimnázium felőli szárnya nem épült meg. A hiányzó oldalszárny helyett kőkerítés épült. 1918-ban a Makói Népbank a Koronát a püspökségtől megvásárolta, majd 1929-ben felépíttette a bal oldali szárnyat. Ezzel az épület egységes architektúrájúvá vált, de építőművészetileg sokat rontottak rajta. A bank által használt helyiségeket széles, vízszintes záródású ablakokkal látták el, ugyanakkor a jobb szárnyon meghagyták a szegmentíves nyílászárókat. A középrizalitra páros számú ablakok kerültek, módosult a tengelyképlet is. A Korona és a Bérpalota közötti utcaszélesség leszűkült; hogy a problémát megoldják a két szárnyat 3-3 ablakossá alakították. Az új szárny oldalhomlokzata visszafogottabb megjelenésű, rajta kovácsoltvas erkély található. Ezen a szakaszon vége szakad a kerek padlásnyílások sorának. A szárny építésével együtt egyidejűleg modernizálták a belsőt is, bevezették a gőzfűtést, a hideg-meleg vizet, a fürdőszobákat kicsempézték. Az üzlethelyiségek száma a korábbi hatról tizenötre növekedett, a szállodai szobák száma harminchatra nőtt.

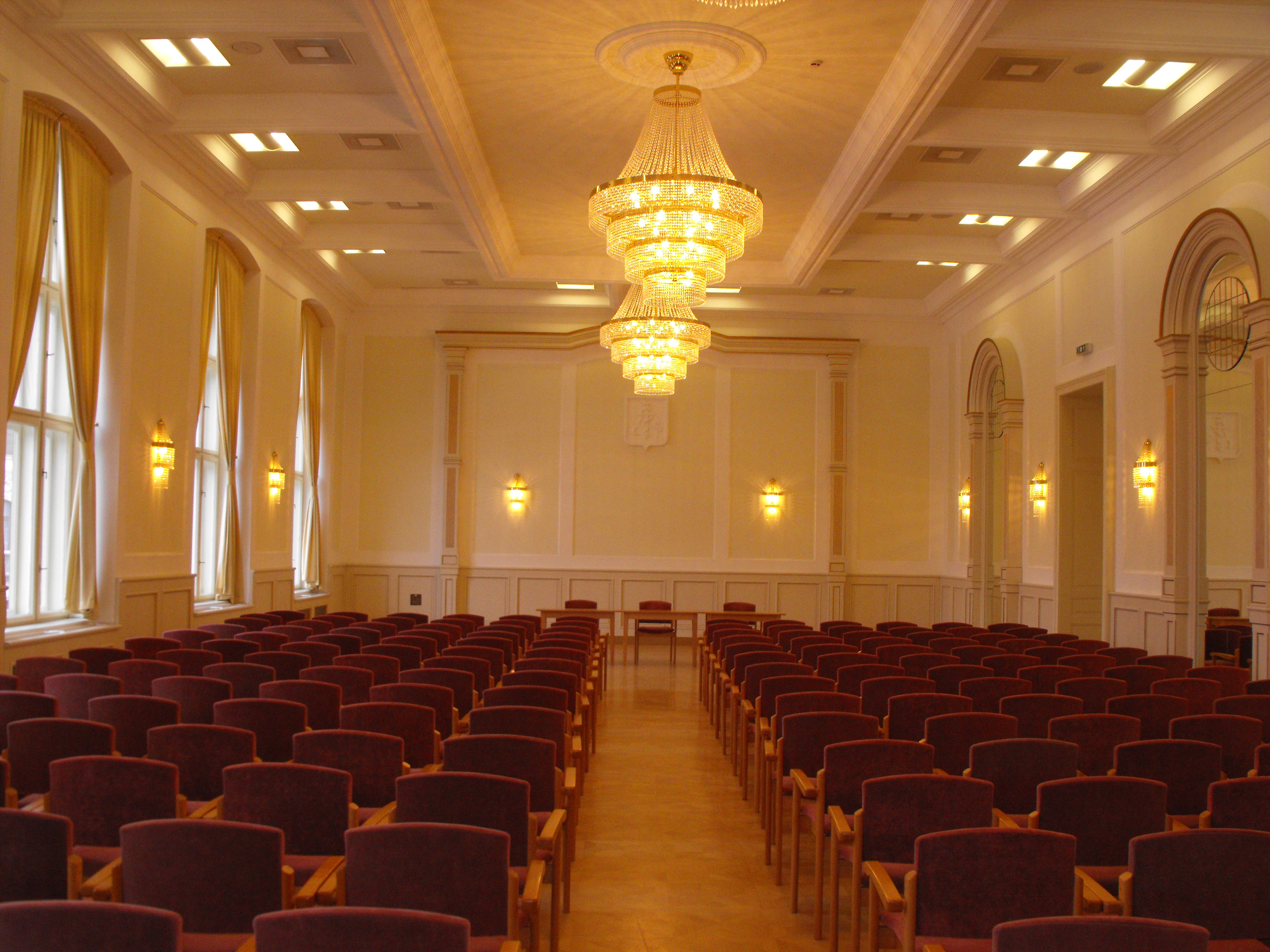
A díszterem belseje

1945-ben felmerült az épület lebontásának ötlete, és egy új vendéglátóegység felépítése. Szerencsére ez nem történt meg, a tervgazdálkodási rendszer csak felújításra adott támogatást. A szocializmus évtizedei alatt Béke Szálló volt a neve, homlokzatára pedig a „Halál a nyilas bérencekre” és az „Éljen a demokratikus Magyarország” feliratokat erősítették. Az épület előtt került kialakításra az autóbusz- és a taxiállomás is. 1963 és 1967 között állami pénzből felújították, több melléképületét elbontották, új vendéglátói részleget építettek. A földszinten fagylaltüzem, az emeleten cukrászüzem működött. A Műemlékvédelmi Felügyelőség javaslatára az épület homlokzata a korábbi sárga helyett zöld színt kapott. A szálloda fénykora az 1990-es német újraegyesítés előtti időszak volt, ekkor nagy számú – a bolgár tengerpart fele utazó – keletnémet és lengyel vendég szállt meg itt; a Béke Szálló összes vendéglátóegysége együtt több, mint 120 embert foglalkoztatott. 72 férőhellyel rendelkezett, 15 szobája volt, amiből 2 volt saját fürdőszobával ellátott lakosztály. A szálloda 1992-ben zárta be végleg kapuit.
A rendszerváltás után 1994-ben került a makói önkormányzat tulajdonába, igen rossz állapotban. 1997-ben újították fel az épület tetőszerkezetét. 1999-ben renoválták a külső homlokzatot. A Korona Szálló utolsó felújítása 2005 elején történt; ekkor kapott új belsőt a 200 fő befogadására alkalmas díszterem, kialakították a Pulitzer József termet és az Erdei Ferenc szekciótermet; akadálymentesítésre is sor került. A felújított épületrészt március 3-án adták át. 2009 februárjában a földszinten üzemelő étterem bezárt; a város legelegánsabb vendéglátóhelye ez év november 2-án nyílt meg újra. Ugyanebben az évben az épület 100 százalékos kihasználtságúvá vált, az összes kiadható helyiséget kibérelték.

## Kapcsolódó események, személyek

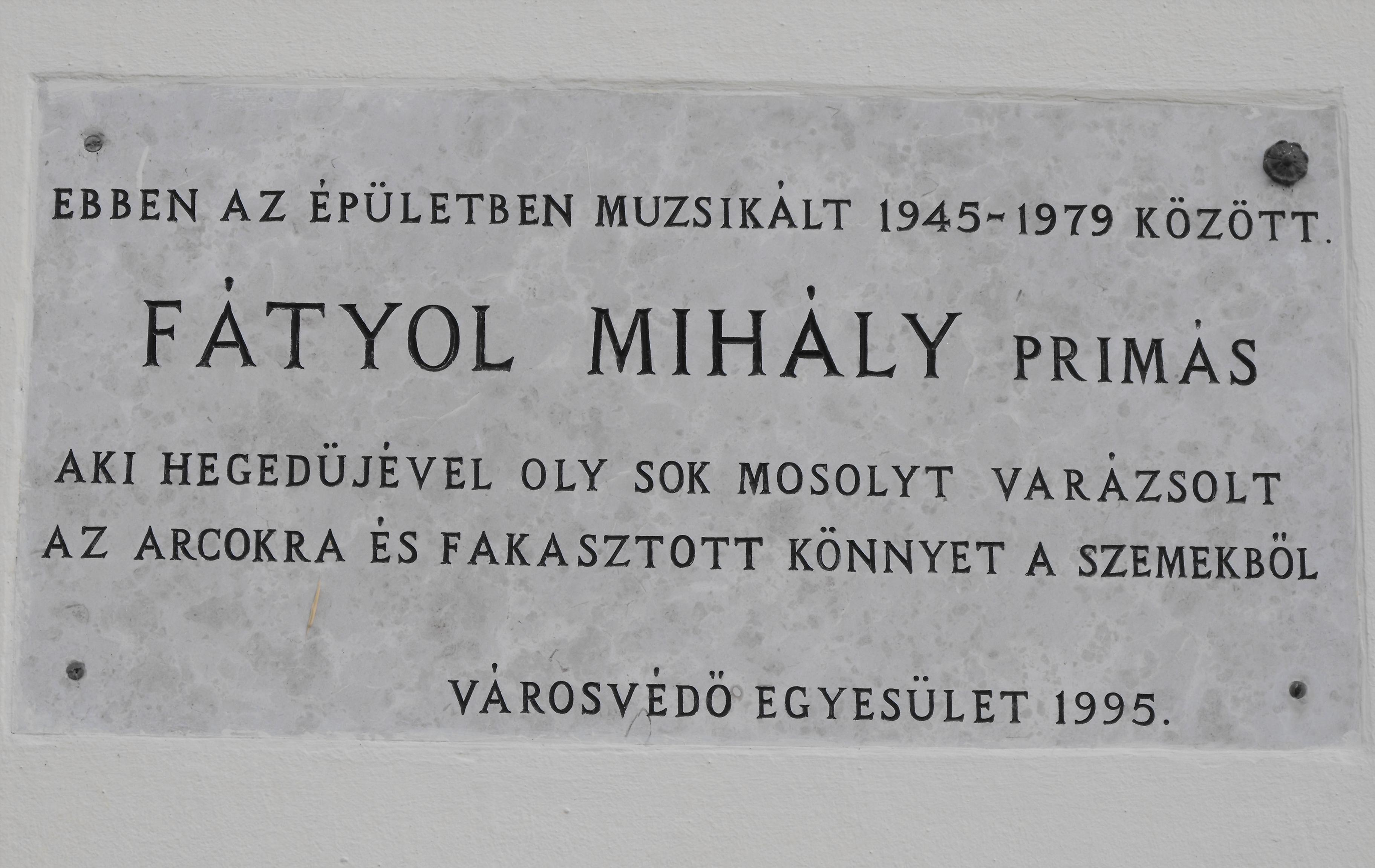
Fátyol Mihály emléktáblája

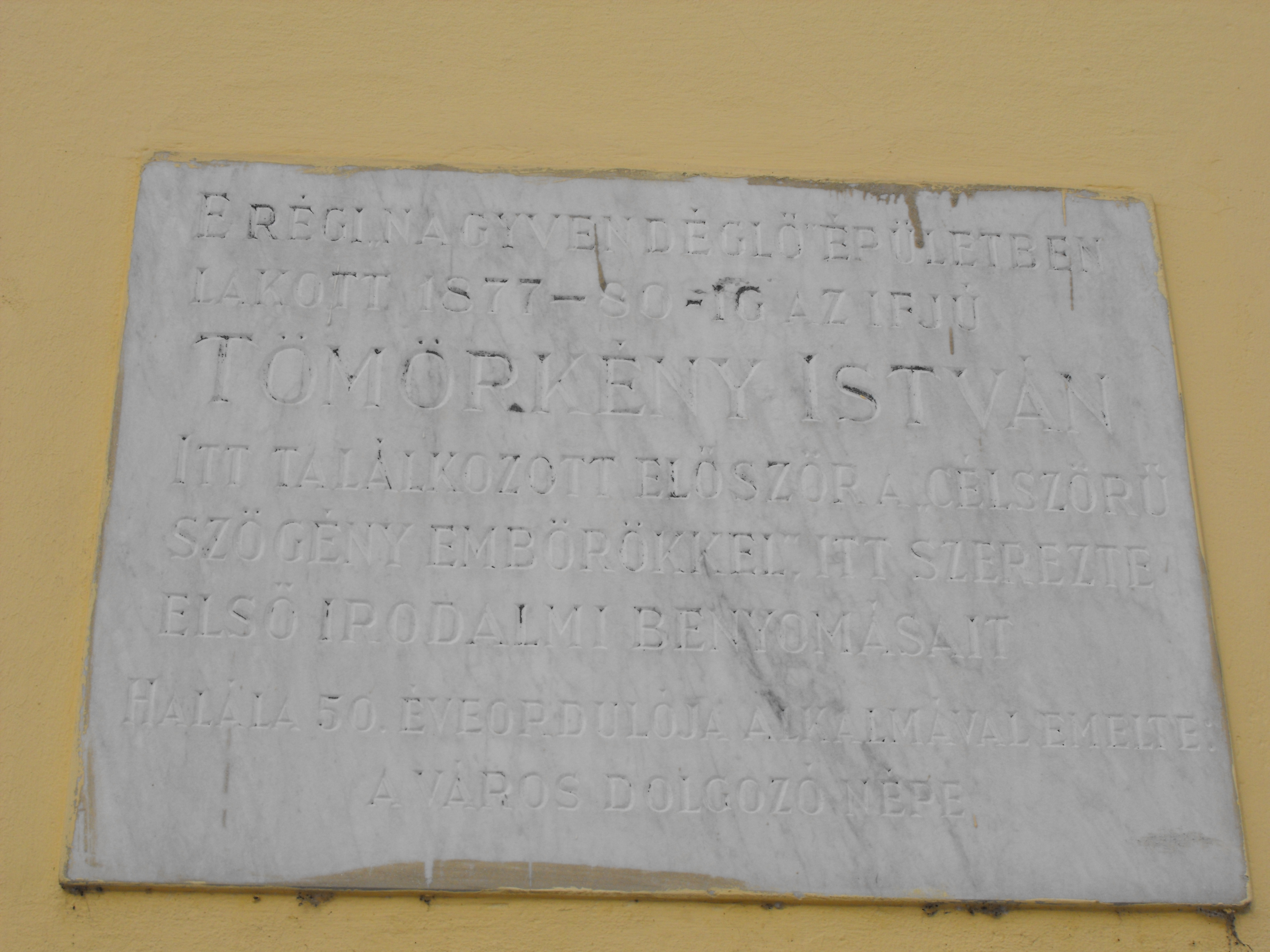
Tömörkény István emléktáblája

A Korona számos eseménynek adott otthont, több neves személyiség is megfordult benne; a város művelődéstörténetében jelentős szerepe volt.
- Tömörkény István itt lakott 1877 és 1880 között; édesapja, Steingassner József bérelte ekkor a nagyvendéglőt. Az író itt tartózkodását emléktábla örökíti meg a falon.
- Fátyol Mihály, a neves cigányprímás itt muzsikált 1945 és 1979 között. Emlékét tábla őrzi az épület falán, a prímás szobra a Korona éttermi része előtt áll.
- Gyakran tartózkodott itt Diósszilágyi Sámuel és Görbe Sámuel.
- Itt alakult meg a Márciusi Front nevű párt is 1937-ben; az eseményt emléktábla örökíti meg az épület homlokzatán.
- A Korona Szállóban megrendezett irodalmi esteken Illyés Gyula, Veres Péter, Féja Géza és Erdei Ferenc vett részt.
- 1938. február 6-án Szép Szó estjén József Attilára emlékezve Ignotus Pál, Fejtő Ferenc, Remenyik Zsigmond és Gáspár Zoltán tartott előadást.

## Az épület jelene
Az épületben jelenleg a Korona Üzleti és Szolgáltató Központ működik, ami a határon átnyúló üzleti kapcsolatok egyik központjaként üzemel, és lehetőséget biztosít találkozók, konferenciák megszervezésére és lebonyolítására. Üzleti alapú szolgáltatásokat kínálva áll rendelkezésre a térség vállalkozásai számára. A város kulturális eseményei (koncertjei, előadásai, vitaestjeit) gyakran itt zajlanak; a díszterem lehetőséget biztosít a Makói Nemzetközi Gitárfesztivál, valamint szalagavatók és bálok megrendezésére. 2005 júliusa óta – a Városháza házasságkötő-terme mellett – a Korona dísztermében is lehetőség van az anyakönyvvezető előtti boldogító igen kimondására. Az impozáns épület a város egyik jelképévé vált. Az önkormányzat távlati céljai között szerepel a szállodai rész kialakítása.
A Korona Szálló műemléki védettséget élvez; törzsszáma a műemlékjegyzékben 2738.